# Méjannes-lès-Alès
Méjannes-lès-Alès é uma comuna francesa na região administrativa de Occitânia, no departamento de Gard. Estende-se por uma área de 6,58 km². Em 2010 a comuna tinha 1 241 habitantes (densidade: 188,6 hab./km²).